# Floor Peters
Floor Peters (november 1994) is een langebaanschaatsster en marathonschaatsster uit Nederland.
Bij het marathonschaatsen rijdt Peters met beennummer 14.
Op de NK Afstanden 2022 in oktober 2021 reed Peters mee op het onderdeel massastart.

## Records

### Persoonlijke records[4]
| Afstand    | Tijd    | Datum            | Baan       |
| ---------- | ------- | ---------------- | ---------- |
| 500 meter  | 45,06   | 2 oktober 2016   | Leeuwarden |
| 1000 meter | 1.30,10 | 15 december 2013 | Breda      |
| 1500 meter | 2.18,82 | 14 december 2013 | Breda      |
| 3000 meter | 4.48,62 | 2 december 2013  | Heerenveen |
| 5000 meter | 8.25,65 | 27 februari 2016 | Eindhoven  |